# Lotteri-manden
Lotteri-manden er en amerikansk stumfilm fra 1919 af James Cruze.

## Medvirkende
- Wallace Reid som Jack Wright
- Harrison Ford som Foxhall Peyton
- Wanda Hawley som Helen Heyer
- Fanny Midgley
- Sylvia Ashton